# لاغونا شيكابال
لاغونا شيكابال (بالإسبانية: Laguna Chicabal)‏ تقع في دولة غواتيمالا في الحدود الشمالية لمدينة سان مارتين ساكاتيبيكيس.